# Alexeï Lvov
Pour les articles homonymes, voir Lvov (homonymie).
Œuvres principales
Que dieu sauve le tsar
Répertoire
CONCERTO POUR VIOLON ET ORCHESTRE
 Alexeï Fiodorovitch Lvov  (en russe Алексе́й Фёдорович Львов ) était un compositeur russe. Né le 25 mai 1798 à Tallinn, décédé le 16 décembre 1870 à Roman (actuellement Kaunas). Il est surtout connu pour avoir composé la musique de l'hymne national Que dieu sauve le tsar en 1833, qui a été créé le jour de la fête du tsar Nicolas Ier le 6 décembre 1833 (18 décembre, vieux style).

## Biographie
Lvov est né dans une famille qui était passionnée par la musique. Il était le fils de Fédor Petrovich Lvov, qui était Maître de la chapelle impériale de Saint-Pétersbourg de 1826 à 1836 (ayant succédé à Bortnianski) et neveu de Nikolaï Lvov.
Alexeï Fedorovitch a commencé l'étude du violon à un âge très jeune et s'est produit régulièrement dans des concerts donnés chez lui : par exemple, à 9 ans, il a interprété en soliste un concerto pour violon de Viotti. Bien qu'il ait eu un certain nombre d'enseignants dans sa jeunesse, à l'âge de 19 ans, il a commencé à étudier de manière indépendante, en cherchant à développer son propre style personnel en prêtant une attention particulière aux travaux de violonistes célèbres comme Corelli, Tartini, Viotti, Kreutzer et Rode. Il a néanmoins continué à étudier la composition, sous la supervision d'I.G. Miller (qui était aussi l'un des professeurs de Glinka).
En dehors du monde de la musique, son éducation générale était orientée vers la technique. En 1818, il termine ses études à l'Institut des communications et entame une carrière d'ingénieur civil. Il a travaillé pour les chemins de fer ce qui ne lui laissait pas de temps pour le violon, son instrument de prédilection. Il est entré  par la suite dans l'armée impériale, où il a atteint le grade de général. En 1828, il a été nommé aide-de-camp du tsar Nicolas Ier.
Lvov a formé un quatuor à cordes à Saint-Pétersbourg, et a organisé des concerts hebdomadaires dans sa résidence privée, auxquels été présents des membres de la haute société. À ces concerts, se produisaient de manière usuelle des musiciens éminents qui étaient de passage dans la capitale russe, dont Liszt, Robert et Clara Schumann, Berlioz. Son quatuor a entrepris un certain nombre de tournées en Europe, lors desquelles Lvov pouvait se produire en public (dans son pays d'origine, il ne jouait que lors de concerts privés en raison de son rang social élevé). Il comptait aussi parmi ses amis personnels Mendelssohn, Meyerbeer et Spontini.
En 1837, Lvov succède à son père en tant que Maître de la Chapelle Impériale, restant en position jusqu'en 1861. Le 8 novembre 1840, il a joué son Concerto pour violon avec l'Orchestre du Gewandhaus de Leipzig. En 1850, il fonde la Société de Concert russe (Русское концертное общество), qui a été parmi les pionnières des concerts symphoniques en Russie. En 1867, avec l'apparition de la surdité, il fut obligé de se retirer de l'activité musicale.
Sur le plan de la composition, le style de Lvov était éclectique. Il a combiné les traditions de la culture musicale russe avec de fortes influences italiens et (surtout) allemandes.
Lvov était marié et avait un fils et deux filles. Il est enterré à Kaunas.

## Œuvres
Parmi les œuvres de Lvov:
- l'Hymne des tsars Que dieu sauve le tsar «Боже, Царя храни».
- des œuvres religieuses, par ex. «Иже херувимы» et «Вечери Твоея тайныя» ("Of Thy Mystical Supper").
- Concerto pour violon et orchestre.
- révision du Stabat Mater de Pergolèse, pour solistes, chœur et orchestre
- 24 Caprices pour violon (24 каприсами).
- Fantaisie Dramatique pour violon et violoncelle (une idée qui lui a été donnée par Meyerbeer) (Драматической фантазией для скрипки и виолончели).

### Opéras
- Bianca et Gualtiero («Бианка и Гвальтьеро»), opéra, Dresde le 13 octobre 1844.
- Ondine («Ундина»), opéra, créé à Saint-Pétersbourg le 20 septembre 1847. Le livret de Vladimir Sollogoub est basé sur la traduction de Vassili Joukovski de l'Ondine de Friedrich de La Motte-Fouqué (Ce même livret a été plus tard utilisé par Tchaikovsky.)[1].
- Starosta Boris, ou le Moujik et les maraudeurs français, portant sur la guerre de 1812. Créé à Saint-Pétersbourg le 1er mai 1854.
- les opérettes «Русский мужичок» et Barbara («Варбара»).

## Discographie
- Hymne national russe - Arthur Pryor's Band (Victor - 62481, 1904)[2]
- Hail, Pennsylvania! - Peerless Quartet (Victor - 17384, 1913)[3]
- Hymne impérial russe - Basse et orchestre - Marcel Journet, bass; Walter B. Rogers, chef d'orchestre (Victor - 74464, 1916)[4]
- Repentance, op. 34 - Siberian Singers; Nicholas Vasilieff, chef de chœur (Victor - 4574, New York 1939)[5]
- Boge czaria chrani (Chanson russe) - A. V. Aleksandrov, baryton (Columbia 1402, New York 1905)[6]
- Boje Tsaria khrani (Hymne national de la Russie) - Columbia Military Band (Columbia - A1733, New York 1914)[7]
- Hymne national Russe - New York Military Band (Edison - 50186, New York 1914)[8]
- Concerto pour violon en la mineur - Sergei Stadler, violon; Vladislav Chernushenko, chef d'orchestre; Leningrad Philharmonic Symphony Orchestra (Melodiya, 1986)[9]